# Merry Ole Soul
Merry Ole Soul è un album di Duke Pearson, pubblicato dalla Blue Note Records nel 1969. 

## Tracce
Lato A
1. Sleigh Ride – 6:20 (Leroy Anderson, Mitchell Parish) – Registrato il 21 (o) 25 febbraio 1969 al Van Gelder Studio di Englewood Cliffs, New Jersey
2. Little Drummer Boy – 5:45 (Katherine Davis, Henry Onorati, Harry Simeone) – Registrato il 19 (o) 20 agosto 1969 al A&R Recording Studio di New York City, New York
3. Have Yourself a Merry Little Christmas – 2:00 (Ralph Blane, Hugh Martin) – Registrato il 19 (o) 20 agosto 1969 al A&R Recording Studio di New York City, New York
4. Jingle Bells – 5:00 (J.S. Pierpoint) – Registrato il 19 (o) 20 agosto 1969 al A&R Recording Studio di New York City, New York

Lato B
1. Santa Claus Is Coming to Town – 4:07 (J. Fred Coots, Haven Gillespie) – Registrato il 19 (o) 20 agosto 1969 al A&R Recording Studio di New York City, New York
2. Go Tell It on the Mountain (Brano tradizionale, arrangiamento di Duke Pearson) – Registrato il 19 (o) 20 agosto 1969 al A&R Recording Studio di New York City, New York
3. Wassall Song – 3:04 (Brano tradizionale, arrangiamento di Duke Pearson) – Registrato il 19 (o) 20 agosto 1969 al A&R Recording Studio di New York City, New York
4. Silent Night – 4:12 (Franz Gruber, Joseph Mohr) – Registrato il 19 (o) 20 agosto 1969 al A&R Recording Studio di New York City, New York
5. O Little Town of Bethlehem – 1:14 (Phillips Brooks, Lewis H. Redner) – Registrato il 19 (o) 20 agosto 1969 al A&R Studios di New York City, New York

- Brano A1, nell'ellepì originale è accreditato al solo L. Anderson (durata del brano 6:20)
- La durata dei brani A2 e A4 è rispettivamente indicata a 5:45 e 5:00 nell'ellepì originale
- Le date di registrazione sono indicate nelle note dell'ellepì originale come 21 febbraio 1969 e 20 agosto 1969

## Musicisti
A1
- Duke Pearson - pianoforte, celesta
- Bob Cranshaw - contrabbasso
- Mickey Roker - batteria

A2, A3, A4, B1, B2, B3, B4 e B5
- Duke Pearson - pianoforte, celesta
- Duke Pearson - pianoforte (brano: O Little Town of Bethlehem)
- Bob Cranshaw - contrabbasso (tranne nel brano: O Little Town of Bethlehem)
- Mickey Roker - batteria (tranne nel brano: O Little Town of Bethlehem)
- Airto Moreira - percussioni (tranne nel brano: O Little Town of Bethlehem)[5]